# 濱田のり子
濱田 のり子（はまだ のりこ、1965年2月22日 -）は、日本の女優、グラビアアイドル、歌手、ラジオパーソナリティ。
女性アイドルグループ「セイントフォー」の元メンバーである。旧芸名、浜田 範子（はまだ のりこ）。ソロ活動になってからは主にヌードモデルとして週刊誌、グラビア、写真集、VシネマやイメージDVD等で活動をしていた。2018年よりセイントフォーの再始動メンバーとしても活動。2020年以降は、後藤次利と共に楽曲作りやライブ等、音楽活動を中心に活動中。

## 来歴・人物

### 略歴
1984年
- 1984年に雑誌のグラビアとして登場後に、女性アイドルグループ「セイントフォー」のセンターボーカルとしてデビューしアイドルとして活動した[2]。

1987年
- グループ解散後、同メンバーだった鈴木幸恵とコンビを組んでセクシーアイドルユニット「ピンクジャガー」を結成。富田靖子主演映画『BU・SU』にも同ユニット名で出演し「Precious Heart」を披露。シングル「待てないON THE BEAT」（テレビ朝日系ドラマ「あぶない雑居カップル」挿入歌）、「DANGER ZONE」の2枚とアルバム『PINK JAGUAR I』（共にポリドール）を発売し、ライブを中心に活動した。

1989年
- ユニットは当時バックバンドを担当していたメンバーらと共に、ロックバンド・CHABACCO（チャバッコ）を結成。「ヴァージン・ボーイ」という曲でレンタルCD店からのデビューを目前に解散。活動期間中は音楽雑誌『ARENA37℃』（音楽専科社）に毎月登場していた。
- この頃、TBSテレビ『三宅裕司のいかすバンド天国』に濱田自ら応募し出場は叶わなかったものの、その事をきっかけに桑田佳祐の個人事務所へ所属し、アジア圏デビューも計画され中国語も学んだという。しかし諸般の事情により終わったという。
- 同時期、ソロとしても、OVA『ガルフォース地球章1・2』(ポリドール)で、主題歌と挿入歌を歌い(作詞も担当)CD(オリジナル・サウンドトラック盤)発売。

1994年
- 女優に転向しグラビア・ビデオシネマなどを主として、セクシー路線で活動。

1996年
- 「もう一度歌いたい」という願いから伴田良輔のプロデュースによるアルバム『EROTISSIMO』を発売。

2001年
- 広告プロデューサーと結婚をした。

2003年
- 第1回DVシネマ大賞助演女優賞を受賞。

2009年
- MUTEKIレーベルから『Revenge of love』をリリース。ドラマ仕立てのアダルト向けDVDに出演。

2011年
- ブログの開始、自身のラジオレギュラー番組、TV出演、イメージDVDの定期発売、写真集、月に一度のペースで週刊雑誌等に登場し、同年以降から勢力的に活動をしている。

2013年
- 3月17日、当時ボーカルレッスンと楽曲提供をした上田司のバースデーライブ（銀座ケネディーハウス）に、元メンバーの岩間沙織、鈴木幸恵と共に解散から26年振りの初ステージライブを行った。
- 11月3日、東京・ケネディーハウス銀座にて濱田・岩間・鈴木の3人でのワンマン〜復活ライブ!!〜を決行、2回公演のチケットは早々と完売し、ライブは大盛況となった。

2018年
- 6月からは、元メンバーの岩間・鈴木とともにセイントフォーとして本格的に再始動している。

2019年
- 6月1日、アコースティックライブ「ハマダの横ハマダ！」（横浜パラダイス・カフェ）では、後藤次利プロデュースによるオリジナル曲「キセキのLove session」を初披露。

### 所属事務所
日芸プロジェクト（セイントフォー）→S.A.S.プロモーション（ピンクジャガー）→オフィス中平田→第一プロダクション→ノーリーズン→GOLD STAR→2018年12月よりフリーとなる。

## 書籍

### 雑誌
時期不明
- FLASH、FRIDAY、週刊アサヒ芸能、週刊現代、週刊大衆、週刊ポスト、週刊実話、アサヒ芸能他多数、各週刊および月刊雑誌に定期的に登場。

1995年
- PENTHOUSE JAPAN「創刊号」（ぶんか社）※グラビア、NORIKO名義

2013年
- CIRCUS MAX（7月、K.K.ベストセラーズ）

2014年
- 語れ！80年代アイドル（ベストムック・シリーズ・25）（7月、ムック）※スペシャル・インタビュー
- 俺たちの昭和マガジン（7月、ムック・ダイアプレス）※ロング・インタビュー

### 写真集
| 発売日         | タイトル                                           | 撮影者     | 出版元                 | ISBN                |
| NORIKO名義     | NORIKO名義                                         | NORIKO名義 | NORIKO名義             | NORIKO名義          |
| -------------- | -------------------------------------------------- | ---------- | ---------------------- | ------------------- |
| 1995年5月      | BITE IT!                                           | ？         | ぶんか社               |                     |
| 浜田範子名義   |                                                    |            |                        |                     |
| 1995年12月6日  | シャワー                                           | 渡辺達生   | スコラ                 | ISBN 978-4796203456 |
| 濱田のり子名義 |                                                    |            |                        |                     |
| 1996年12月10日 | nipple                                             | 小野麻早   | 英知出版               |                     |
| 1997年12月？日 | Erotissimo                                         | ？         | 新潮社                 |                     |
| 1999年5月      | みだらな扉                                         |            | 新潮社                 |                     |
| 2000年11月     | style                                              |            | ドリームワークス出版   |                     |
| 2001年2月28日  | 愛奴                                               | 佐藤健     | ドリームワークス出版   |                     |
| 2003年4月      | エピローグ                                         |            | 双葉社                 |                     |
| 2007年10月     | FATALIS                                            |            | ノーリーズン           |                     |
| 2012年2月24日  | SHAVED                                             | 西田幸樹   | ケーズ・パブリッシング | ISBN 978-4905395041 |
| 2012年5月      | THE OTHERSIDE〜超豪華版!プレミアムボックス写真集〜 |            |                        |                     |
| 2013年8月1日   | memories of NORIKO HAMADA                          |            | 竹書房                 |                     |
| 2013年11月20日 | 聖女〜Saint〜                                      | 野川イサム | 双葉社                 |                     |

アート写真集
1998年
- EROVOGUE（12月、新潮社）※浅沼麗子、安藤有里、水野はるき、草凪純、有賀美穂、濱田のり子によるアート・ヘアヌード写真集、撮影：伴田良輔

1999年
- BEDROOM（1月、新潮社）※特別収録 - ハナブサ・リュウ・アート写真集

その他写真集
- REVOLUTION（1987年7月、リード社）※「ピンクジャガー」名羲
- 花と蛇ZERO メイキング写真集（2014年5月、竹書房）
- 劇場映画版「花と蛇ZERO」劇中写真集 - 電子書籍（2014年6月、TMEプラス）

### 単行本
- 偶像（アイドル）列伝〜オーケンの私はあなたが好きでした〜（2000年11月、学習研究社）※インタビュー - 大槻ケンヂ（著）
- 元アイドル2（2007年3月、ワニマガジン社）※インタビュー - 吉田豪（著）
- 私がアイドルだった頃（2012年8月、草思社）※インタビュー - 長谷川晶一（著）

### 新聞
- 真説 裸になった聖女（2014年5月12日〜6月5日、東スポ）※インタビュー連載

## 作品

### アルバム
| 枚  | 発売日    | タイトル   | 規格品番  |
| --- | --------- | ---------- | --------- |
| 1st | 1997年8月 | EROTISSIMO | KACA-0024 |

### 音楽CD
| 発売日         | 商品名                | 歌       | 楽曲                               | 備考                                          |
| -------------- | --------------------- | -------- | ---------------------------------- | --------------------------------------------- |
| 1989年11月25日 | ガルフォース・地球章1 | 浜田範子 | 「BROKEN HEART」（作詞：担当）     | OVA『ガルフォース 地球章1』オープニングテーマ |
| 1989年11月25日 | ガルフォース・地球章1 | 浜田範子 | 「Don't leave me alone」           | OVA『ガルフォース』挿入歌                     |
| 1990年7月25日  | ガルフォース・地球章2 | 浜田範子 | 「EXCUSE ME」（作詞：担当）        | OVA『ガルフォース 地球章2』オープニングテーマ |
| 1990年7月25日  | ガルフォース・地球章2 | 浜田範子 | 「I NEED YOUR LOVE」（作詞：担当） | OVA『ガルフォース』イメージソング             |

### 「ピンクジャガー」名羲（浜田範子・鈴木幸恵）

#### シングル
| 枚  | 発売日        | タイトル            | c/w          | 規格品番            |
| --- | ------------- | ------------------- | ------------ | ------------------- |
| 1st | 1988年2月1日  | 待てないON THE BEAT | 夏の抜けがら | 7DX-1541            |
| 2nd | 1988年6月25日 | DANGER ZONE         | SATISFACTION | 7DX-1563 H10P-10009 |

#### アルバム
| 枚  | 発売日        | タイトル      | 収録曲 | 規格品番   |
| --- | ------------- | ------------- | --- | ---------- |
| 1st | 1988年6月25日 | PINK JAGUAR I | 1. MISTY ANGEL 2. 待てないON THE BEAT（テレビ朝日『あぶない雑居カップル』挿入歌） 3. SUNSET STORY（『冥王計画ゼオライマー』挿入歌） 4. 夏の抜けがら 5. PRECIOUS BABY 6. SHOOT IT 7. DANGER ZONE 8. TRIGGER-引き金- 9. SATISFACTION 10. FLY AWAY | H33P-20254 |

#### ビデオ
| 枚  | 発売日    | タイトル                    | 規格品番 | 備考                           |
| --- | --------- | --------------------------- | -------- | ------------------------------ |
| 1st | 1987年7月 | ACTRESS VIDEO「REVOLUTION」 |          | リード社・サイパンライブ他収録 |

### アダルトビデオ
| 発売日       | タイトル        | 規格品番 | メーカー | 備考                                                             |
| ------------ | --------------- | -------- | -------- | ---------------------------------------------------------------- |
| 2009年6月1日 | Revenge of love | TEK-013  | MUTEKI   | 大町桜子 役、SEXシーンは代役。原作：「銭夜叉」倉科遼・内山まもる |

### アダルトイメージビデオ
| 発売日   | タイトル                        | 規格品番                             | メーカー                 | 備考                             |
| 1999年   | 1999年                          | 1999年                               | 1999年                   | 1999年                           |
| -------- | ------------------------------- | ------------------------------------ | ------------------------ | -------------------------------- |
| 5月？日  | みだらな扉 La Porte Devergondee |                                      | ピコハウス               |                                  |
| 2003年   |                                 |                                      |                          |                                  |
| 12月20日 | Beauty Holiday                  |                                      | コムアライアンス         |                                  |
| 2005年   |                                 |                                      |                          |                                  |
| 10月7日  | 限界                            |                                      | アタッカーズ             |                                  |
| 2011年   |                                 |                                      |                          |                                  |
| 7月22日  | 愛の雫                          |                                      | イーネット・フロンティア |                                  |
| 10月14日 | ONE PARIS NIGHT                 |                                      | キングダム               |                                  |
| 12月9日  | パレ・ロワイヤル                |                                      | キングダム               |                                  |
| 2012年   |                                 |                                      |                          |                                  |
| 4月27日  | バリバリバリュー                |                                      | キングダム               |                                  |
| 6月22日  | 快感                            |                                      | キングダム               | AmazonDVDランキング最高位2位獲得 |
| 9月28日  | 美熱                            |                                      | キングダム               |                                  |
| 11月22日 | bubble                          |                                      | キングダム               |                                  |
| 2013年   |                                 |                                      |                          |                                  |
| 1月31日  | suiteroom                       |                                      | キングダム               |                                  |
| 3月29日  | アンニョン                      |                                      | キングダム               |                                  |
| 6月21日  | 美魔女 in ドバイ                |                                      | キングダム               |                                  |
| 9月30日  | Loved you〜in Bari〜            |                                      | キングダム               |                                  |
| 11月8日  | Secret                          |                                      |                          |                                  |
| 2014年   |                                 |                                      |                          |                                  |
| 1月24日  | ジュ・テーム                    |                                      | キングダム               |                                  |
| 3月7日   | 巴里・アムール                  |                                      | キングダム               |                                  |
| 6月6日   | borderless                      |                                      | キングダム               |                                  |
| 8月6日   | OPEN HEART                      |                                      | キングダム               |                                  |
| 10月10日 | Heat up                         |                                      | キングダム               |                                  |
| 12月12日 | Voltage                         | KIDM-508B                            | キングダム               |                                  |
| 2015年   |                                 |                                      |                          |                                  |
| 5月29日  | Show me!                        |                                      | キングダム               |                                  |
| 10月23日 | 香港浪漫                        | KIDM-582B                            | キングダム               |                                  |
| 2016年   |                                 |                                      |                          |                                  |
| 5月20日  | Nostalgia                       | KIDM-634B                            | キングダム               |                                  |
| 7月29日  | 永遠に咲く花                    | KIDM-653B                            | キングダム               |                                  |
| 9月30日  | I'll get you!                   |                                      | キングダム               |                                  |
| 12月30日 | 恋・繚乱                        | KIDM-690                             | キングダム               |                                  |
| 2018年   |                                 |                                      |                          |                                  |
| 2月14日  | AMORE                           | KIDM-779（DVD） KIDM-779B（Blu-ray） | キングダム               |                                  |

### その他DVD
- 緊縛繚乱 秘儀三人吊り 映画「花と蛇ZERO」より（2014年4月11日）

## 出演
太字は主演。

### 映画
- BU・SU（1987年10月31日）※PINK JAGUAR名義出演
- 来て。抱いて。愛して。（1997年） - 仲川百合絵
- 極道ブエノスアイレス（1997年）
- 極道三国志 総長への道（1998年3月7日） - 城美沙
- 安藤組外伝 群狼の系譜（1998年6月27日） - 三森秋江
- 修羅がゆく8 首都血戦（1998年7月29日） - 高野朱美
- 極道はクリスチャン/修羅の抗争（2000年12月8日） - 赤城美沙
- 少女 an adolescent（2001年9月29日） - 瞳
- キューティーガール 美少女ボウラー危機一発（2003年9月6日） - 伊達珠樹
- はだかのくすりゆび（2014年4月26日） - 戸田翠
- 花と蛇ZERO（2014年5月17日） - 遠山静子
- 幕が下りたら会いましょう（2021年11月26日）-邦子役

### オリジナルビデオ
- 悪名伝（1996年6月27日） - 一文字彩子
- 虜 ふ・た・り（1996年9月27日） - 岩間梨花
- 餌食 淫らな聖女（1997年4月7日） - マリア / ナカムラカオリ
- Another XX 黒い追跡者（1997年6月13日） - 浩子
- 標的 処女の生血（1997年6月21日） - ハラダ春奈
- タブー赫いためいき（1997年6月27日） - 美樹
- BE-BOP-HIGHSCHOOL ヤリ逃げ人生けもの道篇（1997年7月11日）
- 秘蜜 教えてあげる（1998年4月22日） - 小山裕里香 ※2014年4月DVD化
- Women2 オンナが淫らに脱ぐとき（1998年11月6日） - 梶原久美子 / 寺口久美子
- 女教師5（1998年2月27日）
- ダブル極道 いてまえ!!（1998年5月22日）
- 未亡人と女教師（1998年10月9日） - アオキ百合江
- 淫夢 さまよえる記憶（2000年1月20日） - ミヤザト曜子
- アクセル ブチギレ女の暴走クラッシュ!!（2000年4月19日）準主役
- 修羅の絆（2000年6月21日） - 小西ハルカ
- 新・禁断の果実 近親相姦の誘い（2000年12月1日） - みゆき
- マネーギャング 極楽同盟（2002年6月14日） - ハラダマリア
- 外道〜おとこ唄〜1,2（2002年6月21日・9月27日） - 不知火組 水島遼子(二代目不知火組組長の実娘)
- ファミリー（2003年、ラスカル）※2005年DVD再発で「梁山泊 ファミリー」へ改題
- 実録・北九州ヤクザ戦争 侠嵐（2003年） - 杉浦仁美
- 実録・北九州ヤクザ戦争 侠嵐 完結編（2004年1月25日） - 杉浦仁美
- ゾンビ屋れい子 Vol.1（2004年2月25日） - 上条リサ
- ゾンビ屋れい子 Vol.2 惨劇の呪文（2004年4月25日） - 上条リサ
- 猫の家族（2005年12月22日） - 布施綾香
- 団鬼六 幻想夫人（2006年2月24日） - 朱美
- The♥かぼちゃワイン Another（2007年10月26日） - 青葉花江
- 消しゴム屋2（2008年5月23日）

### テレビドラマ
- 傷だらけの女（1999年、フジテレビ）
- 美味しんぼ5 究極VS至高 最後の対決!?（1999年8月20日、フジテレビ）
- 花村大介 第3話（2000年7月18日、フジテレビ）
- 星の海（2000年）
- 弁護士猪狩文助1・時の剣（2001年4月23日、TBS） - 谷崎景子
- 探偵 左文字進3「空巣と殺人」（2001年5月14日、TBS） - 立花麻里
- 火曜サスペンス劇場「どうぞ安らかに(1)」（2001年6月5日、日本テレビ） - 高島睦美
- 棟居刑事2・高層の死角（2003年4月21日、TBS） - 加納幸江
- 月曜ミステリー劇場 西村京太郎サスペンス 十津川警部シリーズ31 四国連絡特急殺人事件（2004年3月29日、TBS） - 高木幸子
- 特命係長 只野仁 2ndシーズン第12話 男の幸せ（2005年1月14日、テレビ朝日） - 麻利洋子
- TEAM -警視庁特別犯罪捜査本部- 第6話 赤い炎と黒ずくめの女!!（2014年5月21日、テレビ朝日） - 川辺路子
- Dr.検事モロハシ〜新たなる生命〜（2014年7月1日、フジテレビ）

### バラエティー番組
- 壮絶バトル!花の新年会（2002年1月、日本テレビ）
  - 壮絶バトル!花の芸能界（2003年1月 - 2月、日本テレビ）
- ロンロバ!ハイティーンブギ!（2003年8月13日、20日、9月3日、24日(最終回)、TBS）
- R30〜マンスリー企画吉田豪プレゼンツ〜「悲劇のアイドル」（2005年8月/9月総集編、TBS）
- ラジかるッ（2005年11月、2007年10月）※コーナー「ウエスポーン！女ののど自慢」出演
- 北野タレント名鑑（2006年3月、フジテレビ）
- ジャンプ!○○中（2007年12月、フジテレビ）
- おもいッきりDON!（2009年8月、日本テレビ）
- 超豪華!!スタア同窓会〜家政婦もミタ〜（2011年12月、日本テレビ）
- お願い!ランキングGOLD 2時間スペシャル★3〜今会いたい!新たなステージで活躍するアイドルギャップ・ランキング〜（2013年11月、テレビ朝日）
- お願い!ランキングGOLD 特別編（2014年1月、テレビ朝日）
- 〜裏ネタワイド〜 DEEPナイト（2014年5月1日、テレビ東京）
- 〜裏ネタワイド〜 DEEPナイト 元○○大集結SP!（2014年7月10日、テレビ東京）
- 有吉反省会（2014年8月 - 9月、日本テレビ）※本人、反省放送日2014年9月7日
- 踊る!さんま御殿!!（2014年12月、日本テレビ）
- 爆報! THE フライデー（2015年4月・12月、TBS）
- あなたといく 酒と温泉ふたり旅 第1・3回（2016年1月、V☆パラダイスチャンネル）
- 爆報! THE フライデー（2016年6月、TBS）
- クイズ脳ベルSHOW（2019年4月、BSフジ/フジテレビ）- パネラー出演
- 有吉反省会2時間スペシャル（2020年3月21日、日本テレビ）

### ワイドショー
- 山城新伍の最後の恋人と噂されていたが、山城の死後に出演したワイドショーで「山城さん、大好きでした」と涙ながらに語った[3]。

### ラジオ
パーソナリティー出演のみ。
- 濱田のり子のノリノリたいむ（2011年 - 2012年、岐阜放送）
- GOLD STAR Presents FREE TIME（2013年 - 2014年、FM石川）
- ハートのおもてなし（2015年 - 2016年、ラジオ関西）
- 濱田のり子のHappy Hour（2016年、FM静岡）
- 杉浦幸と濱田のり子の♥超いいネ〜！（2018年12月 - 2022年2月、インターネットラジオRadiCro）
- 濱田のり子とようこのハッピーラジオ（2022年2月 - 10月 、渋谷クロスFM）
- まーくん＆のりちゃんの「OZAREGOTO倶楽部」(2023年8月25日-、インターネットラジオRadiCro)*
- 金曜！OZAREごっちゃーず！（*タイトル・リニューアル）(2024年4月5日-、インターネットラジオRadiCro)

- 横浜の夜は眠らない（2019年12月、FM横浜）ゲスト出演
- 加藤裕介の横浜ポップJ（2022年4月18日、2023年5月15日、ラジオ日本）ゲスト出演
- 午後の玉手箱（2023年6月23日、TOKYO854）ゲスト出演
- J-BLOODのポップンロールコレクション（2023年7月29日、CRT栃木放送、FM調布）ゲスト出演
- KeiZiroのぬばたまzぷち（2024年5月8日、FM PiPi/エフエムたじみ）テレフォンゲスト出演
- J-BLOODのポップンロールコレクション（2024年5月10～25日、CRT栃木放送、FM調布）ゲスト出演：三週連続
- 加藤隆之のロックンロールショウタイム（2024年5月13日、20日、FMやまと）ゲスト出演
- アイドル探偵団（2024年11月9日、TOKYO584くるめラ）ゲスト出演
- Tokyo Cross Culture（2024年12月31日、RediCro INTERNET RADIO）クロストーク出演
- 加藤隆之のロックンロールショウタイム（2025年6月2日、7日、FMやまと）ゲスト出演

### Webテレビ番組
- Felicitaプレゼンツ しゃべりがとまらない！！（2013年3月27日・7月31日ゲスト出演、Ustream）
- 真麻の部屋へようこそ！（2014年5月、ゲスト出演、NOTTV）

### 舞台
- 奥様の冒険（2002年11・12月、芸術座・東宝）
- 晶子抄〜伝説の能〜（2014年12月9日・11日・13日、東京国立近代美術館フィルムセンター）[4]
- 浮気男とがめつい女たち（2025年9月20日〜23日、築地プディストホール）

### ライブ
- 芸能生活35周年バースデーパーティー「ハートのおもてなし」（2019年2月17日、ケネディーハウス銀座）
- アコースティックライブ「ハマダの横ハマダ！」（2019年6月1日、横浜パラダイス・カフェ）
- 濱田のり子ソロライブ「LOVE SESSION Vol.1」（2019年11月8日、原宿ラドンナ）
- バースデーライブ「La isla Noriko」（2020年2月23日、ケネディーハウス銀座）- 濱田のり子 with Gypsy Groove
- 上田司追悼LIVE（2021年12月4日、ケネディーハウス銀座）-鈴木幸恵と共に参加
- 濱田のり子夏フェス2022（2022年8月7日、ラドンナ原宿）
- NORI NORI NORIKO vol.1（2023年5月20日、神楽坂ソシアルクラブ）
- NORI NORI NORIKO vol.2（2024年5月25日、ケネディーハウス銀座）

### オリジナル曲
- 愛を奏でて
- 今宵限りのパラダイス
- 朝
- 天気予報
- キセキのLove session（作：後藤次利）
- シンフォニア（作詞：濱田のり子/ 作曲：後藤次利）
- 冬の雫（作詞：濱田のり子/ 作曲：後藤次利）
- 紫陽花（作詞・作曲：濱田のり子 / 編曲：鈴木孝彦）
- Sweet Baby（作詞：濱田のり子 / 作曲・編曲：加藤武雄）
- 58号線（作詞・作曲：濱田のり子 / 編曲：加藤武雄）
- 扉～door（作詞・作曲：濱田のり子 / 編曲：鈴木孝彦）
- 世界の片隅で（作詞：濱田のり子/ 作曲：後藤次利/コーラス：廣瀬史佳）
- 三日月（作詞・作曲：濱田のり子 /編曲：後藤次利・Kazuha）
- My Throb ~無敵のときめき~（作詞：濱田のり子/ 作曲：後藤次利）※まーくん＆のりちゃんの「OZAREGOTO倶楽部」（インタネットラジオRadiCro）オープニングソング
- 冬の雫（作詞：濱田のり子/ 作曲：後藤次利）※New Version2024